# Trezevant
Trezevant es un pueblo ubicado en el condado de Carroll en el estado estadounidense de Tennessee. En el Censo de 2010 tenía una población de 859 habitantes y una densidad poblacional de 238,09 personas por km².

## Geografía
Trezevant se encuentra ubicado en las coordenadas 36°0′40″N 88°37′15″O / 36.01111, -88.62083. Según la Oficina del Censo de los Estados Unidos, Trezevant tiene una superficie total de 3.61 km², de la cual 3.61 km² corresponden a tierra firme y (0%) 0 km² es agua.

## Demografía
Según el censo de 2010, había 859 personas residiendo en Trezevant. La densidad de población era de 238,09 hab./km². De los 859 habitantes, Trezevant estaba compuesto por el 84.75% blancos, el 12.81% eran afroamericanos, el 0.23% eran amerindios, el 0.12% eran asiáticos, el 0% eran isleños del Pacífico, el 0.81% eran de otras razas y el 1.28% pertenecían a dos o más razas. Del total de la población el 2.44% eran hispanos o latinos de cualquier raza.